# قائمة موانئ دولة الكويت
قائمة موانئ دولة الكويت تتوفر في الكويت عدة موانئ تخدم التصدير والاستيراد في دولة الكويت وهي:
- ميناء الدوحة
- ميناء الأحمدي
- ميناء مبارك الكبير
- ميناء الشعيبة
- ميناء عبد الله
- ميناء الشويخ

## وصلات خارجية
- الموقع الرسمي لمؤسسة الموانئ الكويتية